# Kamieniarka
Kamieniarka (słow. Kameniarka, 935 m) – szczyt na Słowacji w grani głównej Magury Spiskiej. Znajduje się we wschodniej części tej grani, pomiędzy Przełęczą Toporzecką (Toporecké sedlo, 802 m) a Przednią Polaną (Predná poľana, 948 m). Ma wałowaty, wydłużony kształt. Stoki północno-zachodnie i północno-wschodnie opadają do doliny Leśniańskiego Potoku (Lesnianský potok) i jego dopływu, stoki południowo-zachodnie i południowo-wschodnie opływa Toporsky potok i jego dopływ. Kamieniarka jest niemal całkowicie zalesiona, bezleśne (trawiaste) są jedynie dolne części jej południowo-zachodnich i południowo-wschodnich stoków opadających do Kotliny Popradzkiej w miejscowości Toporec.
Przez Kamieniarkę prowadzi główny, niebieski szlak Magury Spiskiej. Omija on jednak jej wierzchołek i prowadzi północnymi stokami Kamieniarki. Wielki huragan w 2004 r. powalił znaczną część lasów po południowej stronie Magury Spiskiej, lasy Kamieniarki ucierpiały tylko w niewielkim stopniu.

## Szlaki turystyczne
Przełęcz Toporzecka – Kamieniarka – Riňava – Plontana – Sovia poľana – Drużbaki Wyżne. 3.25 h